# Carlos Sevillano
Carlos Sevillano de la Cuerda (Madrid, 5 novembre 1940) è un ex cestista spagnolo.

## Carriera
Con la Spagna ha disputato tre edizioni dei Campionati europei (1961, 1963, 1965).

## Palmarès
- Campionato spagnolo: 9

Real Madrid: 1959-60, 1960-61, 1961-62, 1962-63, 1963-64, 1964-65, 1965-66, 1967-68, 1968-69
- Copa del Rey: 6

Real Madrid: 1960, 1961, 1962, 1965, 1966, 1967
- Coppa dei Campioni: 4

Real Madrid: 1963-64, 1964-65, 1966-67, 1967-68